# IC 406
IC 406 — галактика типу *Grp (велика група зірок) у сузір'ї Візничий.
Цей об'єкт міститься в оригінальній редакції індексного каталогу.